# Cleonymia
Cleonymia is een geslacht van vlinders van de familie Uilen (Noctuidae), uit de onderfamilie Cuculliinae.

## Soorten
- C. affinis Rothschild, 1920
- C. baetica (Rambur, 1837)
- C. chabordis (Oberthur, 1876)
- C. diffluens (Staudinger, 1870)
- C. fatima Bang-Haas, 1907
- C. jubata Oberthür, 1890
- C. korbi (Staudinger, 1895)
- C. marocana Staudinger, 1901
- C. opposita (Lederer, 1870)
- C. pectinicornis (Staudinger, 1859)
- C. vaulogeri Staudinger, 1899
- C. versicolor Staudinger, 1901
- C. yvanii (Duponchel, 1833)